# The Bitch (película)
The Bitch, (titulada en español El placer en España, La perra en México y La potra en Argentina) es una película del año 1979, dirigida por Gerry O'Hara y protagonizada por Joan Collins, Antonio Cantafora, Kenneth Haigh y Pamela Salem. El guion fue realizado por el mismo Gerry O'Hara, basándose en una novela escrita por Jackie Collins, hermana de la protagonista.
Trata sobre Fontaine Khaled, el papel que previamente interpretó Joan Collins en The Stud película también basada en una novela de Jackie Collins. Fontaine atraviesa problemas económicos y sentimentales, tratando de solucionar ambos.

## Sinopsis
Siguiendo con su historia desdeThe Stud, Fontaine Khaled ahora es una divorciada.  Si bien todavía lleva un estilo de vida extravagante de la alta sociedad y obtuvo un acuerdo de divorcio bastante considerable, ya no tiene la seguridad financiera de ser la esposa de un multimillonario y su otrora exitoso club nocturno londinense, "Hobo", ahora está quebrando debido a que un club más nuevo toma  alejar a la mayoría de los antiguos mecenas.  Durante un vuelo de regreso a Londres desde Nueva York, conoce al apuesto jugador italiano Nico Cantafora.  Para impresionar a Fontaine, Nico finge ser un hombre de negocios adinerado, aunque en realidad es un estafador que le debe dinero a la mafia, y utiliza de forma encubierta a Fontaine para pasar de contrabando un anillo de diamantes robado a través de la aduana del aeropuerto que tiene la intención de vender en Londres para pagar.  de sus deudas.
Nico luego rastrea a Fontaine para recuperar el anillo que, sin saberlo, llevó a través de la aduana para él.  Pasan la noche juntos, pero cuando ella descubre que él plantó el anillo en su abrigo, lo echa.  Sin embargo, cuando Nico se entera más tarde de que el anillo es falso, se lo da a Fontaine como un regalo alegre y ella lo perdona.  Mientras tanto, los problemas financieros de Fontaine continúan aumentando y su contador le advierte que se está quedando sin dinero rápidamente.  Para combatir esto, intenta restaurar su club nocturno en quiebra a su antigua gloria.  Mientras tanto, se entera de las conexiones de Nico con la mafia después de que los mafiosos locales lo golpean debido al dinero que todavía les debe.
Más tarde, Fontaine y Nico son invitados a la finca de los mejores amigos de Fontaine, Leonard y Vanessa Grant.  Los Grant poseen un caballo de carreras llamado Plato que es el favorito para ganar un próximo derby de alto riesgo.  Todavía endeudado con la mafia, el jefe de la mafia local, Thrush Feathers, instruye a Nico para que se asegure de que Plato pierda la carrera.  En este sentido, Nico chantajea al jinete del caballo para que tire la carrera.  Fontaine escucha el plan de Nico y se reúne con Feathers para obtener una parte del trato con él que podría resolver sus problemas financieros.  Feathers está de acuerdo para que Fontaine no interfiera con sus planes y también esté en deuda con él.
El día de la carrera, el jinete se cae del caballo como estaba previsto y pierde la carrera.  Fontaine le finge a Nico que apostó toda su fortuna en Platón para ganar y ahora está arruinada, pero Nico está extasiado porque respaldó al caballo ganador y ahora cree que puede quitarse de encima a la mafia de una vez por todas.  Sin embargo, la mafia tiene otras ideas para él y después de que le da a Fontaine sus boletos ganadores para que los recoja en su nombre, los secuaces de Feathers se lo llevan.  Mientras tanto, Fontaine va a cobrar un pago doble: los boletos ganadores de Nico y su parte de Feathers por seguirle la corriente a su estafa.
Con el dinero que ganó con la estafa de la carrera de caballos, y su club nocturno volvió a ser un éxito, Fontaine se salva de la ruina financiera, pero cuando llega a su club una noche, se encuentra con Feathers allí, quien les dice a todos que ahora es el nuevo propietario del club.  se da a entender que chantajeará a Fontaine para que se case con él.